# Near Dark – Die Nacht hat ihren Preis
Near Dark – Die Nacht hat ihren Preis ist ein US-amerikanischer Vampirfilm, der in den Bereichen des Independent-B-Movie-Horrorfilms angesiedelt ist und Elemente des Roadmovies sowie Westerns und Gangsterfilms enthält.
Der 1987 von F/M-Entertainment produzierte Film war der zweite Spielfilm der amerikanischen Regisseurin Kathryn Bigelow nach Die Lieblosen (1981).
Mittlerweile wird Near Dark, der zum Zeitpunkt seines Erscheinens als brutal und blutig kritisiert wurde, in vielen Rankings zu den besten Vampirfilmen gezählt und hat Kultfilmstatus erreicht.

## Handlung
Caleb ist ein junger Cowboy, der mit seiner kleinen Schwester und seinem Vater auf einer Ranch in Oklahoma lebt. Abends trifft er im Nachbarort die blasse Mae, die er anspricht, da sie ihm sofort gefällt. Sie unterhalten sich und Caleb bietet ihr an, sie nach Hause zu fahren. Die beiden verstehen sich so gut, dass die Nacht schnell vergeht. Als es schon fast hell wird, kommen sie sich näher, wobei Caleb jedoch nicht nur den Kuss bekommt, den er gern wollte, sondern auch einen Biss in den Hals, bevor Mae eilig in der Morgendämmerung verschwindet.
Da sein Truck streikt, macht sich Caleb zu Fuß auf den Weg nach Hause. Dabei wird er im Sonnenlicht, ohne zu wissen warum, immer schwächer. Kurz bevor er die Ranch erreicht, werden sein Vater und seine Schwester Zeugen, wie er entführt wird: Ein Wohnmobil mit abgedunkelten Scheiben rast über das staubige Feld, Hände von Unbekannten zerren ihn hinein und nehmen ihn mit. In dem Wohnmobil sind Anführer Jesse Hooker (Lance Henriksen) sowie vier weitere Vampire, zu denen auch Mae zählt. Gemeinsam beschließen sie, dem Neuankömmling Caleb eine Woche Zeit zu geben, damit er lernt, sich selbst zu versorgen und sich in die Gruppe zu integrieren. Dafür muss er das Töten lernen, doch er tut sich so schwer, dass Mae ihn zunächst per Blutspende mitversorgt.
Nachdem die Gruppe eine schäbige Bar überfallen und fast alle Anwesenden getötet hat, flieht Calebs Opfer und verständigt die Polizei. Die Vampire verbarrikadieren sich in ein Motel, wo Jesse auf die Frage, wie alt er sei, erzählt, er habe im Sezessionskrieg (1861 bis 1865) für den Süden gekämpft. Unter starkem Beschuss muss die Gruppe entkommen, damit das Tageslicht, was durch die Einschusslöcher immer stärker ins Zimmer dringt, sie nicht vernichtet. Caleb gelingt es, das Fluchtfahrzeug zu holen, so dass ihm sein Fehler vorerst verziehen wird.
Seine Familie, die nicht aufgehört hat, ihn zu suchen, steigt im selben Motel ab. Am Getränkeautomaten trifft Homer, der bereits als Kind zum Vampir wurde, auf Calebs Schwester Sarah. Ihre unerschrockene, direkte Art spricht ihn an, so dass er sie gern zu seiner Gefährtin machen würde und sie zunächst zum Fernsehen einlädt. Homer hat Sarah gerade der Gruppe vorgestellt, als es zum Streit kommt, da Caleb eintrifft und er auf keinen Fall möchte, dass seine Schwester auch zum Vampir wird. Der Vater der beiden kommt mit einem Gewehr dazu; und da der Tag im gleichen Moment anbricht, gelingt es Vater und Tochter zu fliehen. Caleb selbst läuft ihnen nach und springt in den bereits fahrenden Truck.
Obwohl er seinem Vater nicht erklären kann, was mit ihm passiert ist, bittet er ihn, es mit einer Bluttransfusion zu versuchen, durch die es tatsächlich gelingt, die Verwandlung rückgängig zu machen. Die Vampire halten jedoch an ihrem Plan fest, zumindest seine Schwester Sarah zu sich zu holen und entführen sie eines Nachts. Caleb nimmt die Verfolgung auf; es gelingt ihm, Severen zu töten, indem er einen Truck explodieren lässt. Mae hat Mitleid mit Sarah und flieht mit ihr, obwohl es bereits hell wird. Der Rest der Gruppe verbrennt bei der Verfolgung von Caleb, Mae und Sarah im Sonnenlicht.
Nachdem auch Mae eine Bluttransfusion erhalten hat, verwandelt auch sie sich wieder in einen Menschen und erlebt gemeinsam mit Caleb ihren ersten Sonnenaufgang seit vier Jahren.

## Rezeption
Oft wird Near Dark als einer der besten Vampirfilme bezeichnet, sowohl bei Cinema als auch beim Horrormagazin.de belegt er in dieser Kategorie Platz fünf. Im Ranking der 100 besten Vamiprfilme von Filmstarts belegt Near Dark Platz acht.
Auf Rotten Tomatoes erreichte Near Dark 82 Prozent positive Kritikerberwertungen mit einer durchschnittlichen Wertung von 7,3/10.

„Bigelow begreift mit ihrer Western-Punk-Variante von Bram Stokers Roman Dracula (1897) die Welt der Vampire vor allem als lebensfeindliche Umgebung. Zusätzlich zum gefährlichen Sonnenlicht und der Furcht, nicht genügend Nahrung zu bekommen, fokussiert sich die Erzählung auf soziale Anpassungsmechanismen. […] Beinahe schon Neo-Noir in Perfektion, etabliert der Horrorfilm eine Bildsprache, die ganz bewusst den Kampf zwischen dem (Schein-)Menschen und seiner unzähmbaren Natur in den Vordergrund rückt.“

„Regisseurin Kathryn Bigelow („Blue Steel“) nutzte Elemente aus Roadmovie, Western und Melodram und schuf eine morbide Hymne an die Nacht eine meisterhafte Blutauffrischung des Genres.“

„Kathryn Bigelow reichert ihren Vampirfilm mit Elementen des Roadmovies, des Westerns und der Romanze an, ohne dass dieses Konglomerat jemals unnatürlich oder aufgesetzt wirken würde. Die verschiedenen Subgenres greifen perfekt ineinander und ergeben einen äußerst spannenden, düsteren und über große Strecken originellen Blutsaugerstreifen.“

## Auszeichnungen
- Kathryn Bigelow gewann den Silver Raven beim International Fantasy Film Festival für die beste Regie.
- Weitere Nominierungen waren unter anderem der Saturn Award für die beste Regie, bester Nebendarsteller Bill Paxton, beste Nebendarstellerin Jenette Goldstein und bester Jungschauspieler für Joshua John Miller der Academy of Science Fiction, Fantasy & Horror Films in den USA.

## Hintergründe
- Die Dreharbeiten fanden unter anderem in Casa Grande, Arizona; Coolidge, Arizona; Los Angeles und Oklahoma statt.
- Der Film hat fünf Millionen US-Dollar gekostet, während er nur ungefähr drei Millionen US-Dollar einspielte. Erst mit der Videoauswertung wurde er zum finanziellen Erfolg.
- Finanziert wurde Near Dark durch ein Joint Venture aus mehreren privaten Investoren. Die Veröffentlichung wurde durch den damaligen HEMDALE Filmverleih vorgenommen, der unter anderem auch den Film The Terminator mit Arnold Schwarzenegger veröffentlichte.
- Die deutsche FSK 16-DVD ist im Vergleich zur ungeschnittenen deutschen FSK 18-DVD um 17 Sekunden gekürzt.
- Die Musik zum Film schrieb die erfolgreiche deutsche Elektronik-Rockgruppe Tangerine Dream.
- Die Kameraarbeit stammt von Adam Greenberg, der unter anderem für seine Beteiligung an Terminator, Terminator 2 – Tag der Abrechnung, Eraser, Collateral Damage – Zeit der Vergeltung, und Rush Hour bekannt geworden ist.
- Die Darsteller der Vampirgang (Henriksen, Paxton, Goldstein) traten ein Jahr zuvor in identischer Besetzung als Teil der Crew des Raumschiffs Sulaco in Aliens – Die Rückkehr auf. Zu Beginn des Films ist in der Kleinstadt im Hintergrund ein Kino zu sehen, das den Film vorführt – auf der Anzeigentafel steht "Aliens".
- Dem US-amerikanischen Schauspieler Michael Biehn wurde die Rolle des Jesse Hooker angeboten, aber er lehnte das Rollenangebot ab, da er das Drehbuch zum Film verwirrend fand. Lance Henriksen übernahm die Rolle.[10]